# フランキー為谷
フランキー為谷（フランキーためがい、1971年（昭和46年）5月31日 - ）は、SMA NEET Project所属のお笑い芸人。以前は大川興業に所属していた。栃木県足利市出身、現在は群馬県太田市在住。通称はためちゃん。身長180cm。

## 略歴・人物
1989年（平成元年）、17歳の時に大川興業に入社。同期入社には江頭2:50がいる。大川興業時代は、大川興業構成員の約10歳年上の先輩である寺田体育の日とふうりんかざんというコンビを組んでいた。『突撃!お笑い風林火山』（フジテレビ系）の準レギュラーの座を獲得した矢先に、寺田が母親とイタリア旅行に出かけてしまうなど、ブレイクのきっかけを惜しいところで逃した。
芸名の由来は、顔がフランキー堺に似ているからとのこと。実際に持ち芸としてフランキー堺の笑顔があり、『いつみても波瀾万丈』（日本テレビ系）の再現VTRでも、フランキー堺役で出演していた。
2001年（平成13年）12月末に大川興業を退社。2002年（平成14年）1月からフリーとなり、2008年（平成20年）9月からはSMA KEET Projectに所属。スクーバダイビングを趣味としており、2003年（平成15年）にはNAUI,スクーバダイバー。2005年（平成17年）にはNAUIアドバンススクーバダイバーの資格を取得した。2005年（平成17年）5月に結婚、2人の子供がいる。2009年（平成21年）に離婚。2012年（平成24年）2月に施設警備業務検定2級資格取得。趣味は筋トレや映画鑑賞、株。2017年（平成29年）4月より、SMA KEET ProjectからSMA NEET Project所属となる。

### 「東京フレンドパーク」の従業員
TBS系のテレビ番組『関口宏の東京フレンドパークII』では、『ムーブ』時代から従業員として番組随所に登場していた。
- 特に有名なのが、「ウォールクラッシュ」でのデモンストレーション。副支配人の渡辺正行の「た～めちゃーん!!」の掛け声で登場するとハイテンションで騒ぎまくり、最後はカメラに向かって決めると支配人の関口宏にホイッスルで止められるのが定番である（その後、副支配人が「オチはありませんから。」と説明することもある）。また、たまに失敗するものの、ほぼ毎回確実にCLEARゾーンまでよじ登り（『ムーブ』時代は壁を駆け上がらず50点ゾーン止まりのことが多かった）、身体能力の高さを披露している。番組開始の1992年（平成4年）から飛び続け、16年以上も「お手本」を担当していた。2006年（平成18年）1月、副支配人から「娘が誕生しました」と紹介されたあと、いつものテンションは低めで照れながらデモンストレーションを行った。
- 「クイズ!ボディー&ブレイン」では、副支配人がルール説明で「ある一定の速度以上で走らないと回答権は得られません」と言った直後に、ランニングマシーンをハイテンションで走ってデモンストレーションをし、副支配人から「こんな感じに走って下さい。ただし奇声を上げる必要はありません」と説明される。走ったのちそのまま退場するパターンが多く、退場の際に扉を破壊した回もあった。初期はほぼ毎回オンエアされていたが、中期以降からは次第にカットされることが多くなった。そのハイテンションに、ゲスト出演者が驚くリアクションが定番だった。
- 「ハイパーホッケー」では、観客のウェーブによる盛り上げを先導する役も行っていた。
- ムーブ時代のアトラクション「巨大もぐらたたき」では彼の奇声からアトラクションが始まり、デモンストレーションでボスモグラを呼んで倒している。
- 「デリソバグランプリ」 → 「デリソバデラックス」では、女性従業員1人とともにオープニングでバイクに乗ってデモンストレーションを担当していた。その際そばをわざと落としてミニコントを繰り広げ、一時期番組中ではこのコントに「おーさむ＆こさむ」のコンビ名を冠していた。
- 「ニュー・ブロードウェイ・ジョー」（アメリカンフットボールを模したアトラクション）では、セットの横にある審判席に座って判定員を担当しており、ゴールした時にフラッグを激しく振っている。
- 「ミミックパラダイス」では他の従業員と共にデモンストレーションを担当し出題者を務めることもあったが、この時はハイテンションなノリは無く真剣にモノマネをしていた。
- 「ビッグチャレンジ」では、ゲストがたわしを当てた際に、腰を低くしながら、箱入りのたわしを渡していた。
- この番組が唯一のテレビの仕事で週三回ビデオ店でアルバイトをして生計を立てていた[3]。

## 出演番組
ラジオ
- フランキー為谷のホップ!ステップ!ジャンプ!

FM TARO http://www.fmtaro.co.jp/# （日本語）
- - ユーチューブ→ （日本語）
  - ツイキャス→ （日本語）

FM TARO：2008年（平成20年）10月16日放送分より、ストリーミング放送開始。ネット配信もされている。

## 過去の出演

### ビデオドラマ
- BE-BOP-HIGHSCHOOL 先輩番長純情篇
- あやまり屋稼業
- 金なら返せん!

### テレビ
- モヤモヤさまぁ～ず2（テレビ東京）2019年2月3日OA「北池袋周辺」
- 関口宏の東京フレンドパークII（TBS系）
- 3年B組金八先生 スペシャル6・新15歳の母（TBS）：生徒役
- 浅草橋ヤング洋品店（テレビ東京）：48時間歩きっぱなし耐久マラソンに出演
- スターどっきり（秘）報告（フジテレビ）
- お笑いサバイバル（日本テレビ）
- ケイゾク（TBS）
- おもいでベッド（日本テレビ）
- asoko（フジテレビ）
- 笑売繁盛!（日本テレビ）
- 学校へ行こう!（TBS）
- 上岡龍太郎のもうダマされないぞ!（フジテレビ）→『上岡龍太郎にはダマされないぞ!』の前身番組
- パンドラ御殿（テレビ埼玉）
- 健康こどもっち（NHK-BS2）
- ひる生・情報II（群馬テレビ）
- ニュースジャストN（群馬テレビ）
- ラジかるッ（日本テレビ）
- 芸能人赤面ハプニング大賞（TBS）
- オールスター感謝祭（TBS）
- くりぃむナントカ（テレビ朝日）
- 大御所ジャパン!（TBS）
- ザ・テレビ演芸（テレビ朝日）
- 北野ファンクラブ（フジテレビ）
- タモリのSUPERボキャブラ天国（キャッチコピーは『戦慄の筋肉質』）（フジテレビ）：ふうりんかざんとして
- さんまのナンでもダービー（テレビ朝日）：お笑い対抗氷上リレー

### その他
映画
- LOVE DEATH（2007年、監督：北村龍平）

舞台
- 大川興業・本公演（1988年 - 2001年）

ラジオ
- ふうりんかざんの毎日が無礼講（アール・エフ・ラジオ日本）
- B定食(FM群馬)